# Nagytarcsa
Nagytarcsa è un comune dell'Ungheria di 2.818 abitanti (dati 2001) situato nella contea di Pest, nell'Ungheria settentrionale.